# The White Man's Law
The White Man's Law er en amerikansk stumfilm fra 1918 af James Young.

## Medvirkende
- Sessue Hayakawa - John A. Genghis
- Florence Vidor - Maida Verne
- Jack Holt - Harry Falkland
- Herbert Standing - Robert Hope
- Mayme Kelso - Mayhew
- Forrest Seabury
- Josef Swickard - Suliman Ghengis
- Ernest Joy
- Charles West - The Derelict
- Noah Beery, Sr. - Robinson
- Frank Deshon
- Clarissa Selwynne - Lady Falkland